# Caudron C.440 Goéland
Caudron C.440 Goéland ("Чайка") — французский двухмоторный многоцелевой самолёт, выпускавшийся компанией Caudron во второй половине 1930-х годов. Всего за период с 1936 по 1948 год было построено около 1400 самолётов, из них 810 во время немецкой оккупации: таким образом, между 1940 и 1944 годами данная модель была наиболее массово выпускавшимся самолётом французского авиапрома.

## История

### Предвоенный период
5 марта 1935 года прототип C.440 № 1 (F-ANKV), пилотируемый Раймондом Дельмоттом, совершил свой первый полёт. После регистрации, он был отправлен для проведения официальных испытаний. В дальнейшем, было выпущено около 1500 экземпляров самолёта в нескольких версиях (C.440-C.449), причём изменения преимущественно касались силовой установки. 
Помимо множества частных покупателей, C.440 также закупали национальные вооружённые силы, французские (Aéromaritime, Régie Air Afrique, Air France) и иностранные (SABENA, LAPE, Аеропут) авиакомпании. Производство различных версий С.440 и его подтипов продолжалось до начала Второй мировой войны; многие самолёты были реквизированы.
Для нужд вооружённых сил также была разработана модификация C.445 M. В 1939 году она была выпущена серией в 90 машин, а с 1940 по 1943 год дополнительно было произведено ещё 849. Существовали также учебная и санитарная версии, в C.447 имелось место для 4 носилок и медика. Для дальних перелётов имелась модификация C.445R, у которой в пассажирском салоне размещались дополнительные баки.

### В годы немецкой оккупации
После падения Франции летом 1940 года некоторые самолёты в качестве трофеев достались Люфтваффе и германской авиакомпании Deutsche Luft Hansa. Кроме того, в 1942 году ВВС Словакии заказали 12 C.445M .
Хотя после перемирия в июне 1940 года производство было остановлено, в сентябре того же года по приказу немецких ВВС оно было возобновлено. Выпускались модификации C.445M, C.446 с усиленным крылом и C.449 с двигателями 6Q-20/21. Для обучения штурманов и бомбардиров был создан C.449.4 с остеклённой носовой частью. Производство в Бийанкуре было значительно сокращено в 1943 году после успешного рейда RAF.
В январе 1942 года режиму Виши удалось заключить с немецкой стороной контракт о поставке самолётов серии C.445 EF, до ноября их успели поставить 58 штук. После того, как была оккупирована остальная Франция, выпуск этой серии продолжался до августа 1943 года, до налётов Союзников на заводы Рено (Бийанкур) и Кодрон (в Исси-ле-Мулино); всего в период с февраля по октябрь 1943 года было произведено лишь 64 C.445 EF.
Построенные для люфтваффе 752 C.445 (1940 — 69, 1941 — 230, 1942 — 334 и 1943 — 119), стали серьёзным дополнением к уже имевшимся немецким учебным самолётам Focke-Wulf Fw 58 и Siebel Si 204, пока в 1942 году не были постепенно заменены на Si 204. В ноябре 1942 года лишь C.445 стали немецкими трофеями, они вскоре были переведены в учебные части 3-го Флота.

### Гражданские пассажироперевозки
На территории, остававшейся под контролем Виши с сентября 1940 года гражданские перевозки обеспечивали Air France и подразделения ВВС, числившиеся "службой воздушных сообщений" — Service Civile de Liaisons Aériennes. Штаб-квартира службы располагалась в метрополии (SCLAM), имелись отделения в Северной и Западной Африке. Официальными задачами службы считались пассажироперевозки, срочное медицинское обслуживание воинских частей и обеспечение связи. Материальная часть состояла из уцелевших в ходе предшествовавших боевых действий самолётов Air France и ВВС, преимущественно Caudron Goéland, из которых SCLA получила около 150. Некоторые самолёты по-прежнему находились в составе авиации Виши, в т.ч. флота, например, подразделение 4F.
44 C.445, находившиеся во Франции в ноябре 1942 года были конфискованы; часть их вошла в состав Lufthansa, другая — в ВВС. Некоторые из них были уничтожены в 1944 году во время налётов союзников на аэродромах Тулуза-Монтодрон и Тулуза-Франказаль. Остальные после освобождения Франции были включены в состав военно-воздушных сил Франции и Air France.
Ещё 2 самолёта в 1940 году успели улететь в Великобританию, где были зачислены в состав Королевских ВВС (AX775 и AX776). Также несколько трофейных C.445M использовались итальянских Regia Aeronautica.

### Применение в словацких ВВС
Когда ВВС Словакии, действовавшим на Восточном фронте потребовался новый многоцелевой самолёт, выбор командования первоначально пал на Aero A.304, который, однако, был уже продан Болгарии. После проведённой немецкими пилотами демонстрации C.445 был оформлен заказ на 5 машин, позже увеличенный до 12 (в т.ч. 2 санитарных самолёта). Поставки обеспечивала фирма Messerschmitt, в управлении которой на тот момент находились заводы Caudron.
По прибытии груза, были произведены выполнили испытательные полёты с использованием спиртового бензина BiBoLi (авиационный вариант — 44% этанола, 44% бензина и 12% керосина).
Полученные самолёты регулярно использовались как связные, а также для обучения и переподготовки пилотов, бортинженеров, радистов. На одном из них (№ 835) в августе-сентябре 1943 года были установлены камеры для аэрофотосъёмки, и впоследствии данный самолёт до получения Fw 189A-2/U-2 применялся как машина фоторазведки, а  затем он был назначен резервной машиной.
Интенсивное использование техники приводило к регулярным ремонтам, которые осложнялись хроническим дефицитом запчастей и инструментов. Проблему частично удалось разрешить путём отправки двигателей для ремонта и испытаний во Францию и закупкой бывших в употреблении моторов.
Из 12 прибывших в Словакию самолётов, 2 находившиеся при авиашколе на аэродроме Три Дуба были повреждены во время налёта 25 октября 1944 года, а затем были подожжены отступающими членами экипажей. Оставшиеся 10 С.445 (включая самолёт фоторазведки) были захвачены немецкой армией на аэродромах Пьештяни и Вайнори.

### Послевоенные годы
После войны было построено 349 С.449, в основном для школ Армейской авиации. Некоторые самолёты, ранее принадлежавшие ВВС использовались в гражданских целях, в том числе Air France.
Фирма Caudron была национализирована французским правительством и продолжала выпуск C.445M уже в составе объединения SNCAN под названием Nord Goeland. Было построено ещё 325 самолётов. Они служили в составе Air France (в начале 1946 года у этой компании имелось 42 C.445 и C.449), а также в других авиакомпаниях, таких как SABENA, Aigle Azur и Compagnie Air Transport (CAT).

## Описание конструкции
Самолёт представлял собой двухмоторный низкоплан смешанной конструкции: силовой набор и обшивка из дерева, носовая и верхняя секции фюзеляжа металлические. Шасси убираются в мотогондолы отделаны металлом. В стандартной конфигурации салона внутри находятся 6 пассажирских кресел для пассажиров, носовая часть занята багажным отделением (доступ через боковой люк), в кормовой части расположен туалет.
Двухместная кабина отделена от салона перегородкой с дверью. Управление дублированное, второй пилот выполняет также обязанности радиста.
Модификация C.444 была оснащена двигателями с винтами, вращающимися в противоположных направлениях, чтобы исключить эффект крутящего момента предыдущих моделей.

## Модификации
- C.440 - прототип (построено 3);
- C.441 (1935) - двигатель Renault 6Q-01, угол поперечного V у внешних панелей крыла — 3 градуса (построено 4);
- C.444 - (1936) для компенсации реактивного момента на самолёте впервые установлены двигатели с противоположным направлением вращения (2 × Renault 6-Q-00/01), в дальнейшем аналогичная комбинация применялась с двигателями других типов и на последующих моделях (построено 17);
- C.445 - (1936) схож с C.444, 2 × Renault 6-Q-00/01 угол поперечного V увеличен до 4 градусов (114);
  - C.445/1 - (2);
  - C.445/2 - (3);
  - C.445/3 - ??послевоенная серийная модификация (510);
  - C.445M - (1939) военная версия с двигателями 2 × Renault 6-Q-08/09 (404);
  - C.445R - модификация для дальних перелётов с дополнительным баком внутри салона (1);
  - C.445 EF: (1942/43) 2 × 220 л.с. Renault 6-Q-10/11 (120 штук)
- C.446 Super Goéland - 2 × Renault 12-R-01/02 (1);
- C.447 - санитарный (25 или 31);
- C.448 - (1936) 2 × 240 л.с. Renault 6-Q-02/03 с нагнетателями (7 штук);
- C.449 - последняя серийная модификация (построено 349, включая перечисленные ниже подтипы) 2 × Renault 6-Q-02/03;
  - C.449/1 (1949), 295 экземпляров;
  - C.449/2
  - C.449/3
  - C.449/4 - модификация для аэрофотосъёмки
  - C.449/5

## Эксплуатанты
Франция
- Air Bleu[3] (C.444 и C.445) компания с 1937 года использовала 1 C.444 (F-AOMR) и с 1939 года ещё 3 C.445 (F-AOYS, F-AROV и F-ARQN) на ночной почтовой линии  Париж — Бордо — Мон-де-Марсан — По.
- Aéromaritime[4] 2 самолёта (C.444 F-AOMT и C.445 F-APYO) обслуживали линию Гао — Ниамей.
- Aigle Azur[5]
- Air France[6] В 1936 году Air France заказала 3 Caudron C.445 Goéland (F-AOYP, F-AOYQ и F-AOYR), проданных через год подставной компании, действующей от имени испанских республиканцев.
- Chargeurs Réunis[3]
- Compagnie Air Transport (CAT)[5]
- Règie Air Afrique[4] на второстепенных линиях между Гао и Бамако и во Французской Северной Африке использовались C.444: F-AOMP «Harmattan», F-APKP «Sirocco», F-APKQ «Bourrasque», F-APKR «Cyclone» и C.445: F-APYP «Tourbillon», C.448 F-AQCG и F-AQCH «Ouragan».

Также на внутренних линиях применялись 4 самолёта, выделенные для генерал-губернатора Мадагаскара: C.445 F-AOMS, C.448 F-APKS «Jacques Ringel», C.449 F-ANQR «L'Orombe» и F-ARTV «L'Ankaratra».
- ВВС Франции: II/60 GAEL
- Aeronavale
  - эскадрилья 55S
- Авиация "Свободной Франции"
  - польская учебная эскадрилья 154/1
- Авиация Виши
  - в т.ч. SCLAM

 Бельгия
- ВВС Бельгии (2 C.444: C1 и C2)[7]
- SABENA[5] 3 (OO-CEB, OO-CEC и OO-CEB)

 Болгария
- Царские ВВС Болгарии: 3 заказаны в 1936 году, после испытаний первого полученного самолёта (LZ-REA) покупка остальных двух была отменена, а сам он вскоре возвращён[8][9][10];

 Югославия Королевство Югославия
- Аеропут[5] в 1936 году компания арендовала 1 C.441, который был возвращён владельцам по прибытии двух C.448(или 449?), F-APKT YU-SAT и F-APKU YU-SAU; первый в  апреле 1941 года захвачен немцами, далее предположительно CJ+XM, второй повреждён и списан ещё в мае 1939 года[11][12].
- Королевские ВВС Югославии - в апреле 1940?41 года в состав ВВС был зачислен один гражданский самолёт.

 Испания
- LAPE [5] 2? или 3 C.445 EC-AGF, EC-AGG, EC-AGH[13];

 Республиканская Испания
- LAPE
- Air Pyrenees: C.448 капитана Янгуаса в июне 1937 года перелетел к националистам; самолёт получил номер 31-2 и был зачислен в качестве связного в истребительную группу 2-G-3 Хоакина Гарсии-Морато.
- Испанская республиканская авиация 4 C.445

 Аргентина
- В 1937 году был куплен 1 C.441.

 Великобритания
- Royal Air Force: 2 перелетевших после разгрома Франции, зачислены как AX775 и AX776;

 Германиятрофейные и выпущенные во время оккупации;
- Deutsche Luft Hansa
- Люфтваффе

 Словацкая республика (1939—1945)
- Словацкие воздушные силы: 12 самолётов, в т.ч. санитарные и фоторазведчики;

 Италия
- Regia Aeronautica: трофейные.

## Тактико-технические характеристики (C.445M)
Технические характеристики
- Экипаж: 2
- Длина: 13,68 м
- Размах крыла: 17,59 м
- Высота: 3,40 м
- Площадь крыла: 42,0 м2
- Масса пустого: 2292 кг
- Нормальная взлётная масса: 3460 кг
- Силовая установка: 2 × перевёрнутых рядных 6-цилиндровых Renault 6Q
- Мощность двигателей: 2 × 220 л.с. (2 × 164 кВт)

Лётные характеристики
- Максимальная скорость: 300 км/ч
- Практическая дальность: 1000 км
- Практический потолок: 7000 м
- Скороподъёмность: 3,3 м/с

## Самолёт в массовой культуре

### В сувенирной и игровой индустрии
Известны модели Caudron Goéland, выпускаемые следующими компаниями:
- RS Models: ## 92171, 92174, 92178, 92210, 92239, C.445 1:72[14]

- Список самолётов Второй мировой войны
- Список самолётов ВВС Испанской республики